# Gentle Giant (Album)
Gentle Giant ist das Debütalbum der gleichnamigen britischen Progressive-Rock-Band Gentle Giant. Es erschien am 27. November 1970 bei Vertigo Records.

## Entstehung und Veröffentlichung
Das Album entstand aus den übrig gebliebenen Mitgliedern der Band Simon Dupree and the Big Sound, bei der die drei Shulman-Brüder gespielt hatten. Das Album vereint Einflüsse der Bandmitglieder aus Rock, Blues, Klassik und britischem Soul der 1960er Jahre, wie der progressive Song Alucard (einem Ananym des Namens Dracula), aber auch rockigere Titel wie Nothing at All mit einem längen Schlagzeugsolo. Gelegentlich wird das Album wegen seiner mangelhaften Aufnahmequalität kritisiert.
Ursprünglich wurde die LP nicht in den Vereinigten Staaten veröffentlicht, jedoch wurde sie dort später mit dem gleichen Coverartwork des Albums Three Friends vertrieben.

## Titelliste
Alle Titel wurden von Kerry Minnear, Derek Shulman, Phil Shulman und Ray Shulman geschrieben.
| Nr. | Titel                    | Gesang                                                   | Länge |
| --- | ------------------------ | -------------------------------------------------------- | ----- |
| 1.  | Giant                    | Derek Shulman                                            | 6:24  |
| 2.  | Funny Ways               | Phil Shulman (Verse, Chor), Derek Shulman (Chor, Bridge) | 4:23  |
| 3.  | Alucard                  | Derek Shulman, Phil Shulman, Kerry Minnear               | 6:01  |
| 4.  | Isn’t It Quiet and Cold? | Phil Shulman                                             | 3:53  |

| Nr.          | Titel          | Gesang                                        | Länge |
| ------------ | -------------- | --------------------------------------------- | ----- |
| 5.           | Nothing at All | Phil Shulman, Derek Shulman                   | 9:08  |
| 6.           | Why Not?       | Derek Shulman (Verse), Kerry Minnear (Bridge) | 5:31  |
| 7.           | The Queen      | (Instrumental) …                              | 1:40  |
| Gesamtlänge: | Gesamtlänge:   | Gesamtlänge:                                  | 37:00 |